# Doanh nghiệp với doanh nghiệp
Doanh nghiệp với doanh nghiệp (B2B tức business-to-business) mô tả các giao dịch thương mại giữa các doanh nghiệp, chẳng hạn như giữa các nhà sản xuất với người bán buôn, hoặc giữa một người bán sỉ với người bán lẻ. Đối lập với hình thức Doanh nghiệp với người tiêu dùng (B2C) và Doanh nghiệp với chính phủ (B2G). B2B branding (xây dựng thương hiệu B2B) là một thuật ngữ được sử dụng trong lĩnh vực tiếp thị.
Khối lượng tổng thể của giao dịch B2B là cao hơn nhiều so với khối lượng giao dịch B2C. Lý do chính là trong một chuỗi cung ứng thông thường sẽ có nhiều giao dịch B2B liên quan đến tiểu thành phần nguyên liệu, và chỉ có một giao dịch B2C, đặc biệt là bán thành phẩm đến khách hàng cuối cùng. Ví dụ, một nhà sản xuất ô tô thực hiện một số giao dịch B2B chẳng hạn như mua lốp xe, kính chắn gió, và ống cao su cho xe của mình. Giao dịch cuối cùng, một chiếc xe thành phẩm bán cho người tiêu dùng, là một giao dịch đơn lẻ (B2C).
B2B cũng được sử dụng trong bối cảnh truyền thông và phối hợp làm việc. Nhiều doanh nghiệp hiện tại sử dụng phương tiện truyền thông xã hội để kết nối với người tiêu dùng (B2C), tuy nhiên, họ sử dụng các công cụ tương tự như trong kinh doanh để nhân viên có thể kết nối với nhau. Khi truyền thông diễn ra giữa các nhân viên, điều này có thể được gọi là " B2B " truyền thông.